# Bisdom Corpus Christi

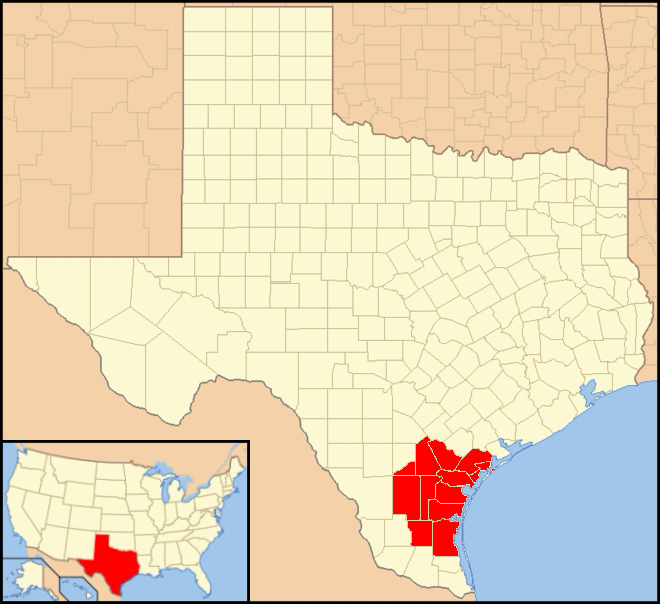
Het bisdom Corpus Christi (rood) binnen de staat Texas

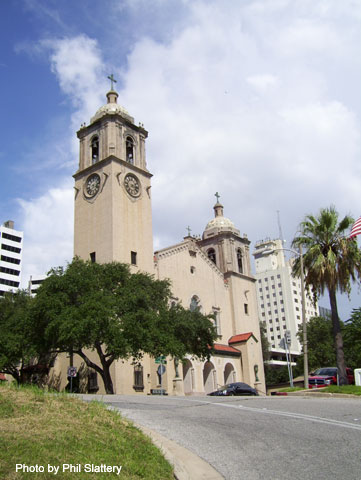
De kathedraal van Corpus Christi

Het bisdom Corpus Christi (Latijn: Dioecesis Corporis Christi) is een rooms-katholiek bisdom met als zetel Corpus Christi in Texas. Het is een suffragaan bisdom van het aartsbisdom Galveston-Houston.
In 2019 telde het bisdom 69 parochies. Het bisdom heeft een oppervlakte van 29.277 km2 en bestaat uit de county's Aransas, Bee, Brooks, Dubal, Jim Hogg, Jim Wells, Kleberg, Kenedy, Live Oak, Nueces, Refugio, San Patricio, Webb en Zapata en delen van de county's LaSalle en McMullen. Het bisdom telde in 2019 581.879 inwoners waarvan 61% rooms-katholiek was.

## Geschiedenis
Al in de 16e eeuw waren katholieke missionarissen actief in het zuiden van Texas. In 1793 werd de missiepost Nuestra Señora del Refugio opgericht om de Karankawa-indianen te kerstenen. In Refugio werd  in 1795 een stenen kerk gebouwd, maar deze missiepost werd verlaten na de Mexicaanse onafhankelijkheid van Spanje. In 1829 werd nieuw leven geblazen in de missiepost van Refugio door de komst van Ierse, katholieke immigranten, en het jaar erop werd dit een eerste parochie, toen nog van het bisdom Linares. Het gebied viel voor 1841 onder Mexicaanse bisdommen, achtereenvolgens van Guadalajara, Linares, Monterrey en Durango. In 1841, na de Texaanse Onafhankelijkheidsoorlog werd een apart apostolisch vicariaat voor Texas opgericht. In 1853 werd een missiepost geopend in Corpus Christi. In 1874 werd het apostolisch vicariaat van Brownsville opgericht voor het zuiden van Texas. De bisschopszetel was Brownsville maar tot 1890 resideerde de bisschop in Corpus Christi.
Het bisdom werd opgericht in 1912, eerst als suffragaan bisdom van het aartsbisdom San Antonio. De grote groei kwam er onder bisschop Emmanuel Boleslaus Ledvina. Hij liet 50 kerken bouwen, waaronder de kathedraal van Corpus Christi (1947-1948) en nog eens 53 kapellen in missieposten. Het aantal priesters in het bisdom vervijfvoudigde. In 2004, bij de oprichting van het aartsbisdom Galveston-Houston, verhuisde Corpus Christi naar die kerkprovincie. 

## Bisschoppen
- Henry John Paul Joseph Nussbaum, C.P. (1913-1920)
- Emmanuel Boleslaus Ledvina (1921-1949)
- Mariano Simon Garriga (1949-1965)
- Thomas Joseph Drury (1965-1983)
- René Henry Gracida (1983-1997)
- Roberto Octavio González Nieves, O.F.M. (1997-1999)
- Edmond Carmody (2000-2010)
- William Michael Mulvey (2010-)

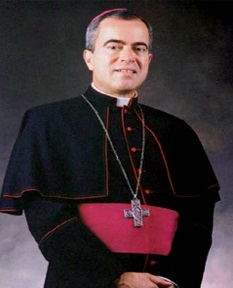
Roberto Octavio González Nieves